# گوژتسه ماوه
گوژتسه ماوه (به لاتین: Gorzyce Małe) یک روستا در لهستان است که در گمینا اودولانوو واقع شده‌است. گوژتسه ماوه ۴۰۰ نفر جمعیت دارد.